# 吳正己
吳正己（1957年—），台灣教育學者，國立臺灣師範大學現任校長、資訊教育研究所特聘教授。國立臺灣師範大學工業教育系學士及碩士、美國德州大學奧斯汀分校（電腦）科學教育博士。曾任臺師大副校長、教務長、資訊中心主任、資訊教育學系（現資訊教育研究所）系主任等職務。其研究領域包括電腦與資訊科技課程與教材設計、資訊融入教學、數位學習、及擴增實境學習等。
吳正己長期投入台灣中小學資訊教育政策與實務工作，並參與歷次臺灣中小學資訊科技課程綱要修訂。其目前擔任十二年國教資訊科技課綱研修小組的召集人，參與制訂教育部「2008-2011資訊教育白皮書」，並負責規劃台灣「2016-2020資訊教育總藍圖」，同時持續擔任教育部高中電腦（資訊科技）教科書審查小組審查委員及召集人。吳正己也是台灣參與「國際教育成績評估協會（IEA）資訊科技教育應用國際比較研究」計畫的主持人之一，並擔任台灣地區「英特爾教育（Intel® Education）」計畫的主持人及共同主持人。
2022年2月22日，吳正己續任台師大校長。

## 外部連結
- 吳正己：對教育貢獻有目共睹‧台師大新科系符合大馬生.星洲网.2014-07-10
- 強化師資品質 台師祭不續聘.台灣立報.2012-2-14
- 國立臺灣師範大學-校長簡介（页面存档备份，存于）